# Lorenz Tewes
Lorenz Tewes (* 12. Dezember 1898 in Essen; † 7. Januar 1970 in Düsseldorf-Benrath) war ein deutscher  Politiker und NSDAP-Kreisleiter.

## Leben

### Herkunft und Familie
Lorenz Tewes wurde als Sohn des Werkmeisters Franz Tewes geboren und war mit Maria Böhmer verheiratet. Drei Kinder sind aus der Ehe hervorgegangen. 

### Beruflicher Werdegang
Nach dem Besuch der Volksschule machte Tewes im Jahre 1920 an der Oberrealschule Essen das Abitur. Als Kriegsfreiwilliger nahm er am Ersten Weltkrieg teil und war Leutnant der Reserve. 1920 beteiligte er sich an Aktionen gegen die französische Besatzung und flüchtete wegen der Verfolgung nach Gelsenkirchen. 1921 war er Freiwilliger bei den Kämpfen in Oberschlesien und anschließend Praktikant bei Krupp in Essen. Danach folgte ein Studium an der Technischen Hochschule Darmstadt  mit dem Abschluss als Diplomingenieur und anschließender Beschäftigung bei der Firma „Eisen- und Stahlindustrie“ in Essen. 1931 wurde er arbeitslos.
In die NSDAP (Mitglieds-Nr. 937 993) trat er am 1. Februar 1932 ein und  war Mitarbeiter in der Gauleitung (Organisationsamt) und auch Adjutant bei der Kreisleitung Gelsenkirchen. Von Oktober 1933 bis Mai 1934 war er NSDAP-Kreisleiter in Gelsenkirchen. Im Stadtrat Gelsenkirchen war er Fraktionsgeschäftsführer und Mitglied des Hauptausschusses. Am 1. Juni 1934 wurde er Kreisleiter in Warendorf in Personalunion mit dem Amt des Bürgermeisters, bevor er am 10. März 1938 Kreisleiter von Ahaus-Coesfeld wurde. In diesem Amt blieb er – mit Unterbrechungen –  bis zum 1. Mai 1944, als er Kreisleiter von Ahaus wurde. Er leistete 18 Monate Wehrdienst und war zuletzt Major der Reserve.
Nach dem Krieg tauchte er unter und meldete sich am 26. Juni 1947  im Internierungslager Eselheide. Er wurde in Neuengamme mehr als neun Monate interniert. Im März 1948 wurde er in die Strafanstalt Münster verlegt und hier vom Landgericht Münster am 31. Juli 1948 wegen Landfriedensbruchs  und Verbrechen  gegen die Menschlichkeit (aktive Teilnahme an der Reichskristallnacht in Ahaus) zu sechs Monaten Gefängnis verurteilt. Nach der Haftverbüßung war er zunächst auf freiem Fuß, bis er vom Spruchgericht Bielefeld am 27. April 1949 zu zwei Jahren und sechs Monaten Haft verurteilt wurde. Er verbüßte die Strafen in Esterwegen. Mehr als drei Jahre bezog er Arbeitslosenunterstützung, bevor er im August 1954 als Ingenieur bei den Vereinigten-Kesselwerken in Düsseldorf Arbeit fand.

## Militärische Auszeichnungen
- Eisernes Kreuz I. Klasse
- Eisernes Kreuz II. Klasse
- Verwundetenabzeichen
- Schlesischer Adlerorden I. und II. Klasse
- Spange zum EK II